# Tom Morris Sr.

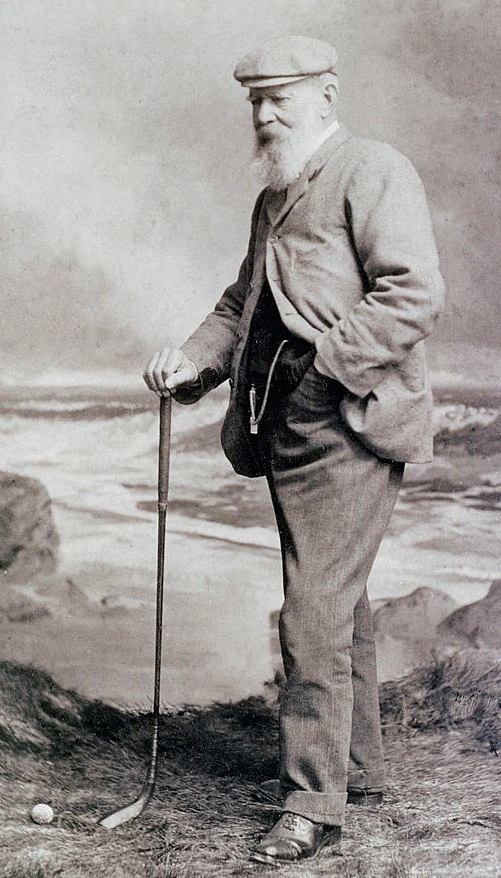
Tom Morris, Sr.

Tom Morris, Sr. (en inglés, Old Tom Morris) (St. Andrews, 1821 - ibídem, 1908) fue un golfista escocés, constructor de palos, arquitecto de campos de golf y greenkeeper.

## Biografía
Empezó su carrera como aprendiz con el fabricante de bolas Allan Robertson, pero se separó de él en 1849 cuando hizo aparición la gutapercha. De 1851 a 1864 trabajó en Prestwick de greenkeeper y en 1865 regresó a St. Andrews, donde fue nombrado "custodian of the links". Desde 1867 tuvo un taller de palos de golf junto al green 18 del Old Course, donde trabajaban seis empleados construyendo palos. Esta tienda sigue existiendo hoy en día y está considerada la más antigua del mundo en artículos de golf.
A pesar de que se habían separado, Morris y Robertson a menudo jugaban juntos en privado y apostaban dinero. Parece ser que eran imbatibles. Tom Morris Sr. ganó el Abierto Británico en 1861, 1862, 1864 y 1867. Continúa siendo el vencedor de más edad (46 años) y conserva el récord de la victoria con la mayor ventaja (13 golpes en 1862). Cuando participó por última vez en el Open, contaba ya 74 años de edad.
No existe unanimidad en lo que concierne al número de los campos de golf diseñados por él, oscilando entre 35 y 75, por un salario de una libra esterlina diaria más gastos. Entre sus diseños figuran algunos de los más famosos del mundo, como Prestwick, Royal Dornoch, Muirfield, Carnoustie, Royal County Down, Lahinch, Nairn y Cruden Bay. En St. Andrews, es obra suya el New Course de 1895. Su máxima era que los hoyos deben adaptarse siempre a las características naturales del terreno, y no a la inversa.
Su primogénito murió a los 4 años en 1850 y su segundo hijo, llamado Tom Morris, Jr. (en inglés Young Tom Morris), fue sin duda el mejor golfista del siglo XIX, pese a que falleció a la edad de 24 años.
Tom Morris, Sr., fue uno de los principales pioneros del golf como deporte y a él se debe la construcción de los primeros campos en el interior (hasta entonces solamente se jugaba al golf en la costa), la bola de gutapercha, el primer Open y la profesionalización de los greenkeepers. El hoyo 18 del Old Course de St. Andrews lleva su nombre.
En 1976 fue incluido en el Salón de la Fama del Golf Mundial.